# Самарска Лука
Самарска Лука национални парк (рус. Самарская Лука национальный парк) (на енглеском: "Samara Bend") обухвата највећи део полуострва које је формирала река Волга заобилазећи планину Жигули, најближи градови су Самара и Жигуљовск у Самарској области. На северној обали кривина реке почиње од Кујбишевског језера, а на јужној обали код Саратовског језера, а на северу се граничи са Жигули резерватом природе. Парк је културно важан због своје централне позиције за читав низ народа који су се ту налазили кроз историју, и његовој научној вредности која је резултат биодиверзитета њеног блиско лоцираног станишта. Територија парка је део комплексне биосфере Средње Волге.

## Топографија
Самарска Лука се налази на граници двеју геолошких плоча: Волгине висоравни, и Волгине низије. Волгина висораван, је брдовити регион Источноевропске низије, а парк се налази на североисточној страни. На левој обали Волге пружа се Волгина низија, подручје тектонског корита од глине и песка који је нанесен из Каспијског мора. Кујбишевско и Саратовско језеро се налазе на Волги на северној и јужној граници парка. 
Обала Волге око Жигули планине је скоро дугачка 200 km. Жигули и већина стена у парку су кречњачке формације, просечне висине од 300 метара. Око 18% територије парка Самарска Лука обухвата планински поја Жигули на северу, 8% су Волгине плавне ливаде на југу, а остатак су шуме и шумске степе. У источном делу парка, постоји више од 500 кречњачких кратера, ширине од 1 до 100 метара, и дубине од 1 до 20 метара.

## Екорегион и клима
Самарска Лука лежи на подручју екорегиона "Источноевропска шумска степа" (WWF ID#419), транзиционе зоне између широколиснатих шума севера и травњака на југу. Овај екорегион шумске степе карактеришу мозаици шума, степе, и речних мочвара.
Клима у Самарској Луци је умерено континентална са хладним летима, (Кепенова класификација климата Dfb), карактеришу је велике температурне промене, и дневно и сезонски, са благим и хладним летима, снежним зимама. Најхладнији месец је јануар (у просеку -10 Ц); најтопли месец је јул (+20 Ц). Просечна количина падавина износи 556 мм. The frost-free period is 156 days. Ветрови дувају претежно са југозападне стране.

## Флора
Због сложености и централног положаја, биодиверзитет је разнолик. Биљне заједнице укључују Источноевропску степу, степске борове шуме, Источноевропске листопадне шуме, пашњаке и поплавне ливаде. У границама парка забележено је преко 1.500 врста васкуларних биљака. Дрвећа су најчешће листопадна - 97%, међу којима су најчешћа липа, храст и бреза. Око 3% су мале шуме белог бора на вишим падинама и кречњацима.
- Северни предео Самарске Луке
- Северозападна обала Волге у Самарској Луци
- Крајња северозападна тачка парка

## Фауна
Значајна карактеристика кичмењака у парку је да 30% врста живи на граници својих историјских опсега. Као резултат тога је да се врсте северне тајге, као што је дугорепа сова, могу наћи у близини јужно-степских врста као што је на пример европска пчеларица.